# Karadžićevo
Karadžićevo (serbe : Караџићево) est un village situé dans le comitat de Vukovar-Syrmie, en Croatie. Le village est habité par des Serbes et comptait 239 habitants au recensement de 2001.